# Nekvasovy
Nekvasovy (en allemand : Nekwasow) est une commune du district de Plzeň-Sud, dans la région de Plzeň, en République tchèque. Sa population s'élevait à 183 habitants en 2022.

## Géographie
Nekvasovy se trouve à 7 km au sud-sud-est de Nepomuk, à 39 km au sud-est de Plzeň et à 93 km au sud-ouest de Prague.
La commune est limitée par Mileč au nord, par Chlumy et Oselce à l'est, par Kvášňovice au sud, et par Kovčín et Myslív à l'ouest.

## Histoire
La première mention écrite de la localité date de 1558.

## Galerie

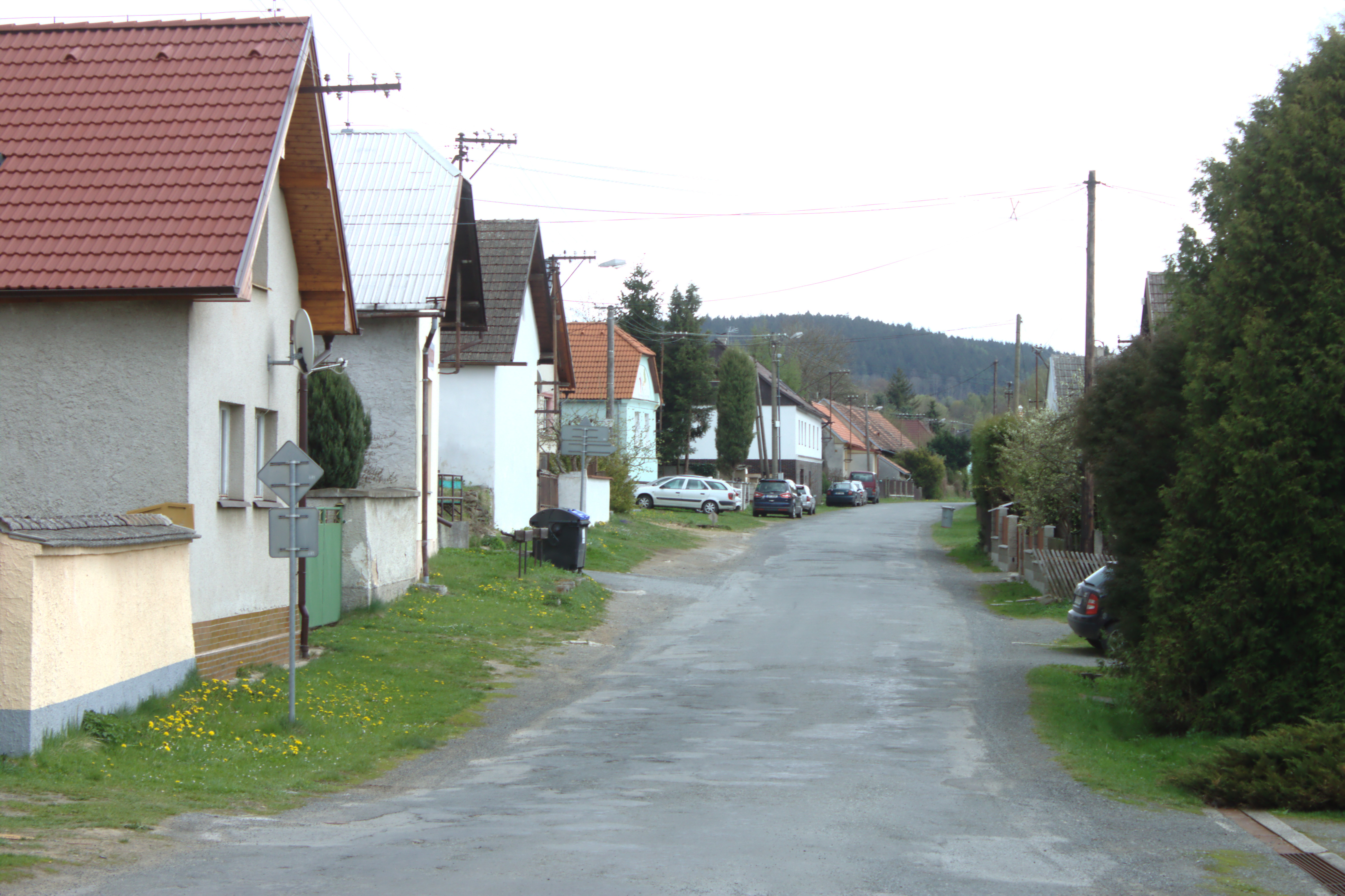
Une rue de Nekvasovy.
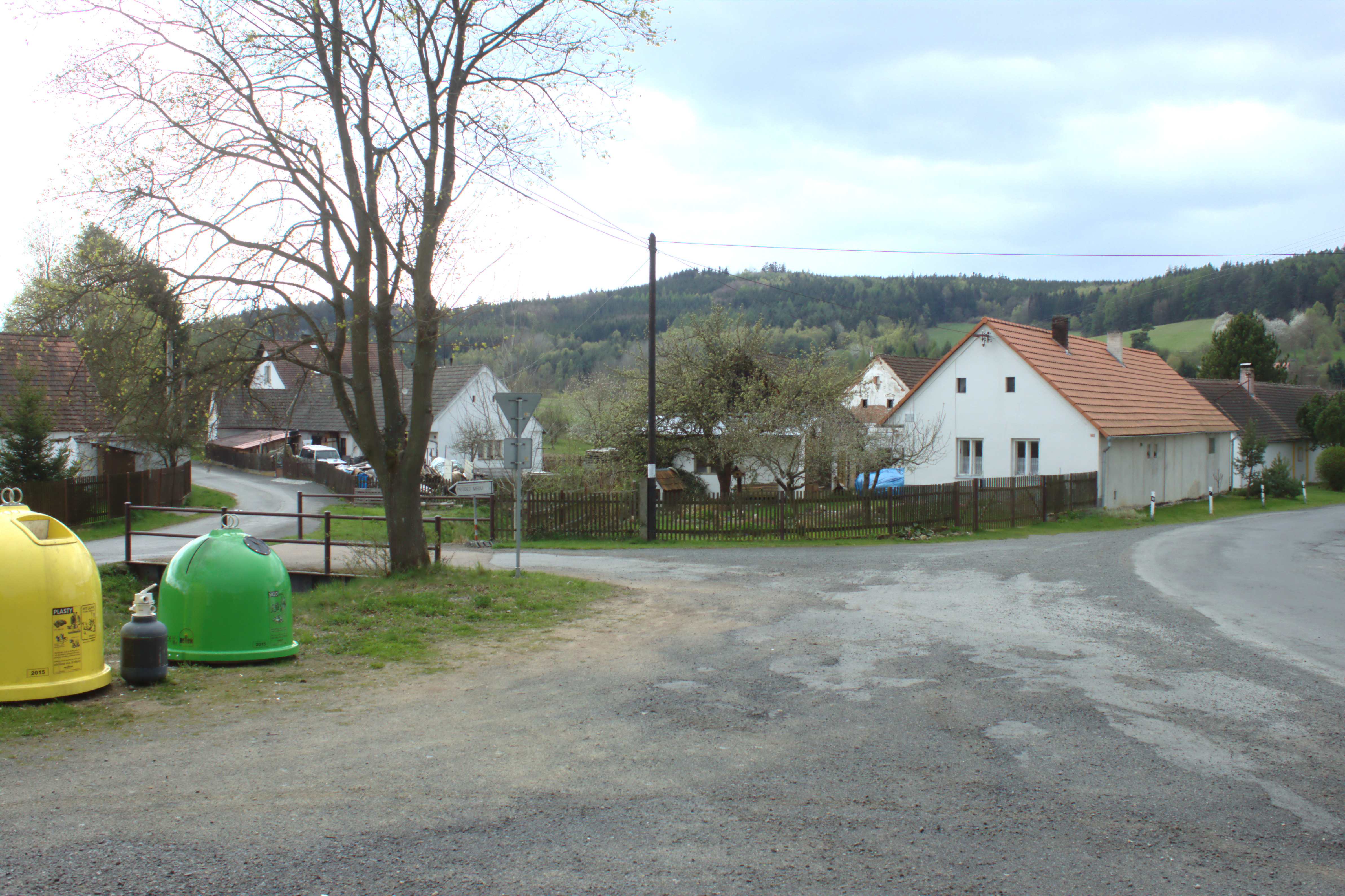
Carrefour à Nekvasovy.

## Transports
Par la route, Nekvasovy se trouve à 3 km de Nepomuk, à 18 km de Plzeň et à 109 km de Prague.